# 雷亚尔堡
雷亚尔堡是西班牙安达卢西亚自治区哈恩省的一个市镇。总面积261平方公里，总人口21296人（2001年），人口密度82人/平方公里。